# جرمنتاون، شهرستان بالتیمور، مریلند
جرمنتاون (به انگلیسی: Germantown) یک منطقهٔ مسکونی در ایالات متحده آمریکا است که در شهرستان بالتیمور، مریلند قرار دارد.